# Cypturus bengalensis
Cypturus bengalensis är en skalbaggsart som beskrevs av Lewis 1901. Cypturus bengalensis ingår i släktet Cypturus och familjen stumpbaggar. Inga underarter finns listade i Catalogue of Life.